# Nationalstadion Addis Abeba
Das Nationalstadion Addis Abeba (amharisch አዲስ አበባ ብሄራዊ ስታዲያም, auch Addis Ababa National Stadium, anderer Name Adey Adeba) ist ein im Bau befindliches Mehrzweckstadion für Fußball, Rugby und Leichtathletik in Addis Abeba in Äthiopien. Der Bau liegt im Stadtteil Bole im Osten der Stadt in der Nähe des Flughafens und umfasst ein Gelände von rund 95.000 Quadratmetern. Es soll nach Fertigstellung das 1940 eröffnete Addis-Abeba-Stadion im Zentrum ablösen, welches den FIFA-Standards nicht mehr entspricht.
Das Projekt unter Leitung des chinesischen Bauunternehmens China State Construction Engineering wurde am 5. Januar 2016 gestartet und sollte ursprünglich im Sommer 2018 in Betrieb genommen werden. Nach zwei Jahren kam es wegen Devisenmangels  zur Unterbrechung der Baumaßnahmen. Im Jahr 2020 wurde der Bau mit der letzten Bauphase fortgesetzt und sollte innerhalb von drei Jahren abgeschlossen werden.
Ende 2022 kam es zu Meinungsverschiedenheiten zwischen der äthiopischen Regierung und dem Auftragnehmer, nachdem dieser unverhältnismäßig erhöhte Kosten für den zweiten Bauabschnitt einforderte. Der weitere Baufortschritt und die Fertigstellung des Stadions ist offen.